# Metropolis (film, 1927)
A Metropolis 1927-ben bemutatott fekete-fehér német expresszionista némafilm Fritz Lang rendezésében. Lang és neje írta meg a szövegkönyvet 1924-ben, majd 1926-ban készült el a forgatókönyv. A történet a jövőben játszódik és megmutatja a nagy különbségeket a társadalmi osztályok (a munkásosztály és a vezetők) között.
A filmet Németországban forgatták a Babelsberg Studióban, és 1927-ben, a Weimari Köztársaság idején mutatták be. Az akkori idők legköltségesebb filmje volt: hozzávetőleg 5 millió birodalmi márkába került. A német bemutató után a filmből egyes jeleneteket kivágtak, ezek el is vesztek, azóta több próbálkozás is történt az eredeti változat visszaállítására.

## Cselekmény
2026-ban, Joh Fredersen gigantikus Metropolisában csak a kiváltságos réteg élvezi a technikai fejlődés nyújtotta előnyöket. Ők a tervezők, a gondolkodók. Számukra csodálatos kertek és ligetek kapui állnak nyitva, fényben és ragyogásban élnek. De a város alsó szintjén, a föld alatt élnek a szegények, a munkások, akik napfényt sose látnak és mesterségesen megvilágított körülmények között robotolnak naphosszat. A két szintet liftek kötik össze, egyébként lakóik között nincs semmi kapcsolat. Mígnem egy napon "lentről" érkezett gyerekcsapat zavarja meg a fentiek szórakozását, élükön a fiatal tanítónővel, Mariával. Fredert, Joh fiát megszédíti a lány szépsége, és utána ered az alsó városba, ahol egy robbanás során megtapasztalja a munkások nyomorát. Visszasiet a Bábel toronyba, apja központjába, ahol elmondja neki, hogy mik történtek lent és milyenek a körülmények. Joh kirúgja egyik beosztottját, Josaphatot, mert nem tőle tudta meg a baleset körülményeit. Hiába mondja neki Freder, hogy a kirúgás egyenlő a nyomorral, mert lekerül az alsóbb szintekre. Freder megmenti Josaphatot, és elmegy az alsó szintre. Eközben Joh felfogad egy kémet, Thin Mant, hogy figyeltesse a fiát.
Freder beáll dolgozni a munkások közé, és Georgival helyet cserél, akit elküld Josaphathoz. De Georgi átveri és a nála talált pénzből elmegy mulatni Yoshiwarába, Metropolis szórakoztató negyedébe. Ezalatt egy romos házba, ahol a tudós Rotwang, Fredersen riválisa él, elmegy Joh, és megtudja, hogy a néha munkásoknál lévő papírok valójában a város alatti 2000 éves katakombák térképei, valamint, hogy Rotwang egy robotot készít, akinek arcképe volt szerelme, Helé lett, bár az asszony elhagyta őt Fredersenért, és a fia, Freder születésekor meghalt. Freder a munkásokkal együtt lemegy a katakombákba, ahol meglátja a tanárnőt, aki amellett, hogy Mediátorról prédikál a munkásoknak, hogy ha majd eljön, akkor ő lesz az átmenet a kezek és a fejek, a munkások és a vezetők közt, ő lesz a szív, megpróbálja visszatartani a lázadásra készülő rabokat. Joh látja, amint Freder Mariával beszélget arról, hogy találkoznak a katedrálisban később, ezért megkéri Rotwangot, hogy a robotot Maria formájára fejezze be, így szakítva őket szét, valamint a munkásság lázadását így csillapítsa. Ám Rotwang a tervet megmásítja a saját céljaira, hogy megbosszulja Helt Fredersenen, így elfogja Mariát, és elkészíti a robotot.
Freder elmegy a templomba, de mivel Maria nincs ott, továbbmegy Josaphathoz, akiről azt hiszi ott van, őt elfogta Thin Man és visszaküldte a gépéhez. Thin Man Josaphatot is el akarja intézni, megpróbálja lefizetni, nem sikerül, így puszta erővel legyőzi Josaphatot, aki menekülni kényszerül. Közben Freder eljut Rotwanghoz, aki elmondja, hogy Maria az apjánál van. Amikor Freder eljut és látja őket, elveszti az eszméletét. Fredersen beállítja a robot Mariát táncosnak, majd leküldi a munkásszintre, miközben a valódi Rotwang házában raboskodik. A robot Rotwang érdekének megfelelően azt mondja a dolgozóknak, hogy a Mediátor nem jött el, és fellázítja őket, hogy pusztítsák el a gépeket. Freder Josaphattal látja az eseményeket és bekiabál, hogy "Ő nem Maria!", de nem hisznek neki, áttaposnak rajta, mert látják, hogy ő Joh fia. Fredersen kiszabadítja Mariat Rotwangtól. A tömeg elkezdi pusztítani a gépeket és haladnak a Heart Machine (Szív gép), a város áramközpontja felé. Grot bezárja a kapukat, és megpróbálja értesíteni róla Fredersent. Fredersen azt parancsolja, hogy a kapukat mégis nyissa ki. Grot hiába próbálja őket meggyőzni, hogyha a fő gépet szétrombolják, az egész alsóvárost elönti a víz, de nem tud hatni rájuk. A gépet tönkreteszik, a víz pedig elönti a város alsó szintjeit, miközben a robot felmenekül a felső szintre. 
Thin Man szól Fredersennek, hogy a fia is lent van a munkások közt. Fredersen gyötrődve kérdezi Thin mant, hogy hol a fia, mire a kém csak annyit mond, hogy Holnap ezrek fogják azt kérdezni: Joh Fredersen, hol van a fiam? Grot üvölt az ünneplő munkásokkal, hogy felfogták-e a tettük következményeit, hogy a fiaik valószínűleg meghaltak az áradások miatt. Közben Freder Josaphattal és Mariaval megmentik a lent rekedt gyerekeket, de a szüleik ezt nem tudják, és megtámadják a felső szintet, hogy elkapják Mariát, aki felbujtotta őket. Meglátják, de az utolsó pillanatban elmenekül, így elkezdik hajszolni. Végül elkapják a robotot, és máglyára küldik. Freder, miután feljut, azt hiszi megölték Mariát, de őt valójában Rotwang üldözi a katedrálisban. A tömeg rájön, hogy akit megégettek az valójában egy robot utánzat volt. Freder elkezdi üldözni Rotwangot a katedrálisban és harcolnak egymással, miközben Joh odaér és a tömeg őt akarja meglincselni a fiaik haláláért. De Josaphat szól, hogy a fiaik megmenekültek, megmentették őket. Rotwang a párbaj közben lezuhan a tetőről, és a történet végére kiderül, hogy a Mediátor valójában Freder, aki majd lesz a szív a kéz (Grot) és a fej (Fredersen) közt.

## Szereplők
- Alfred Abel, mint Joh Fredersen

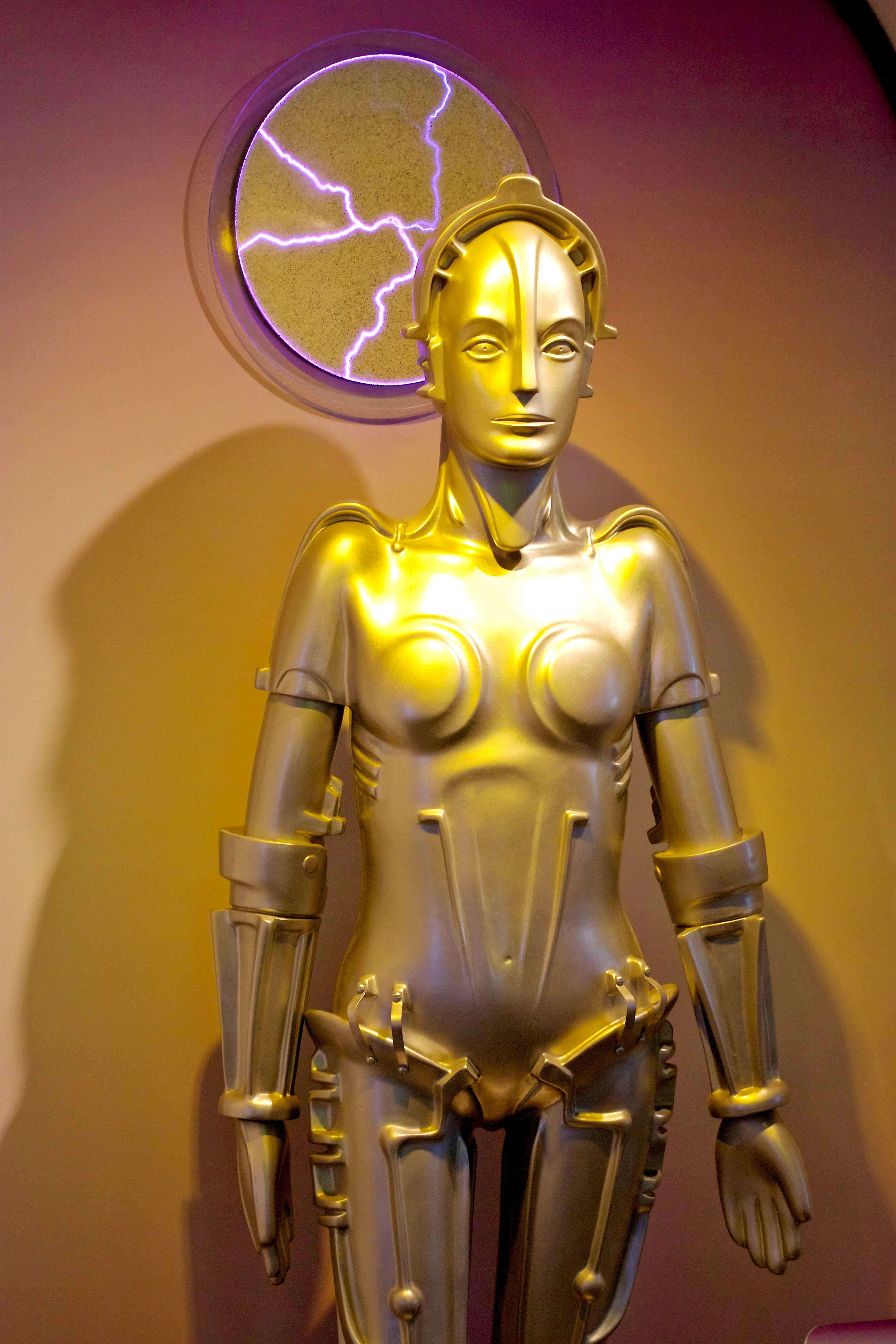
Maria, a robot: a Robot Hall of Fame-ben kiállított másolata

- Gustav Fröhlich, mint Freder, Joh fia
- Rudolf Klein-Rogge, mint C. A. Rotwang
- Fritz Rasp, mint the Thin Man (Vékony Ember, Joh kémje)
- Theodor Loos, mint Josaphat
- Erwin Biswanger, mint a 11811. munkás, Georgi
- Heinrich George, mint Grot, az egyik munkásosztálybeli vezető
- Brigitte Helm, mint Maria, a robot
- Georg John, mint az egyik munkás

## Egyéb tudnivalók
Az elveszett vágott jeleneteket átvezető szövegekkel pótolták. Több feldolgozás is született. A film olyan világszemléletet, stílust mutatott be a korát messze megelőzően, ami évtizedekkel később a nyolcvanas években cyberpunk néven jelent meg, és lett széles körben meghatározó. A filmet 2002-ben még animacyber formában is kiadták. 2000-ben új zenéjével díjat nyert a New York-i Avignon Filmfesztiválon, 2002-ben pedig elnyerte a New York-i Filmkritikusok Egyesülete különdíját a restaurálásért. 2008-ban Argentínából előkerült egy körülbelül 30 perccel hosszabb 16 mm-es kópia, melyet restaurálás után 2010 februárjában mutattak be.

## Irodalmi alapanyag magyarul
- Thea von Harbou: Metropolis; ford. Tarcsa Zoltán; Dávid, Szeged, 1995 (Necronomicon)
- Thea von Harbou: Metropolis; ford., utószó Tarcsa Zoltán; Multiverzum, Budapest, 2025 (Retrofuturista könyvek)